# Myiarchus ferox
Myiarchus ferox е вид птица от семейство Tyrannidae.

## Разпространение
Видът е разпространен в Аржентина, Боливия, Бразилия, Венецуела, Гвиана, Еквадор, Колумбия, Парагвай, Перу, Суринам, Уругвай и Френска Гвиана.